# Амден
Амден (нім. Amden) — громада  в Швейцарії в кантоні Санкт-Галлен, виборчий округ Зее-Гастер.

## Географія
Громада розташована на відстані близько 135 км на схід від Берна, 36 км на південний захід від Санкт-Галлена.
Амден має площу 43 км², з яких на 3,2% дозволяється будівництво (житлове та будівництво доріг), 36,9% використовуються в сільськогосподарських цілях, 47,8% зайнято лісами, 12,1% не є продуктивними (річки, льодовики або гори).

## Демографія
2019 року в громаді мешкало 1823 особи (+9,6% порівняно з 2010 роком), іноземців було 10,8%. Густота населення становила 42 осіб/км².
За віковим діапазоном населення розподілялося таким чином: 17,2% — особи молодші 20 років, 56,7% — особи у віці 20—64 років, 26,1% — особи у віці 65 років та старші. Було 847 помешкань (у середньому 2,1 особи в помешканні).
Із загальної кількості 538 працюючих 128 було зайнятих в первинному секторі, 56 — в обробній промисловості, 354 — в галузі послуг.

## Релігія

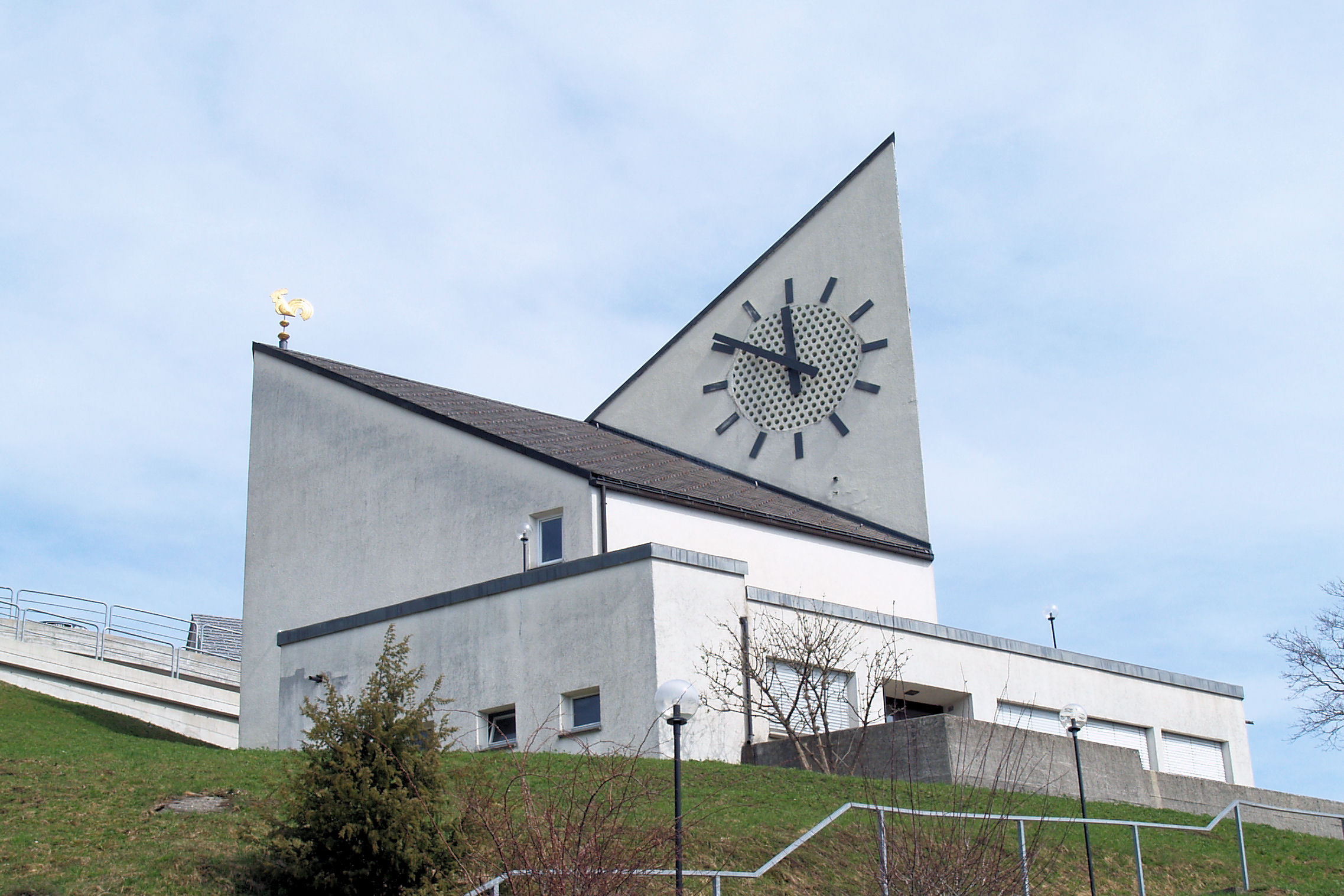
Реформаторська кірха
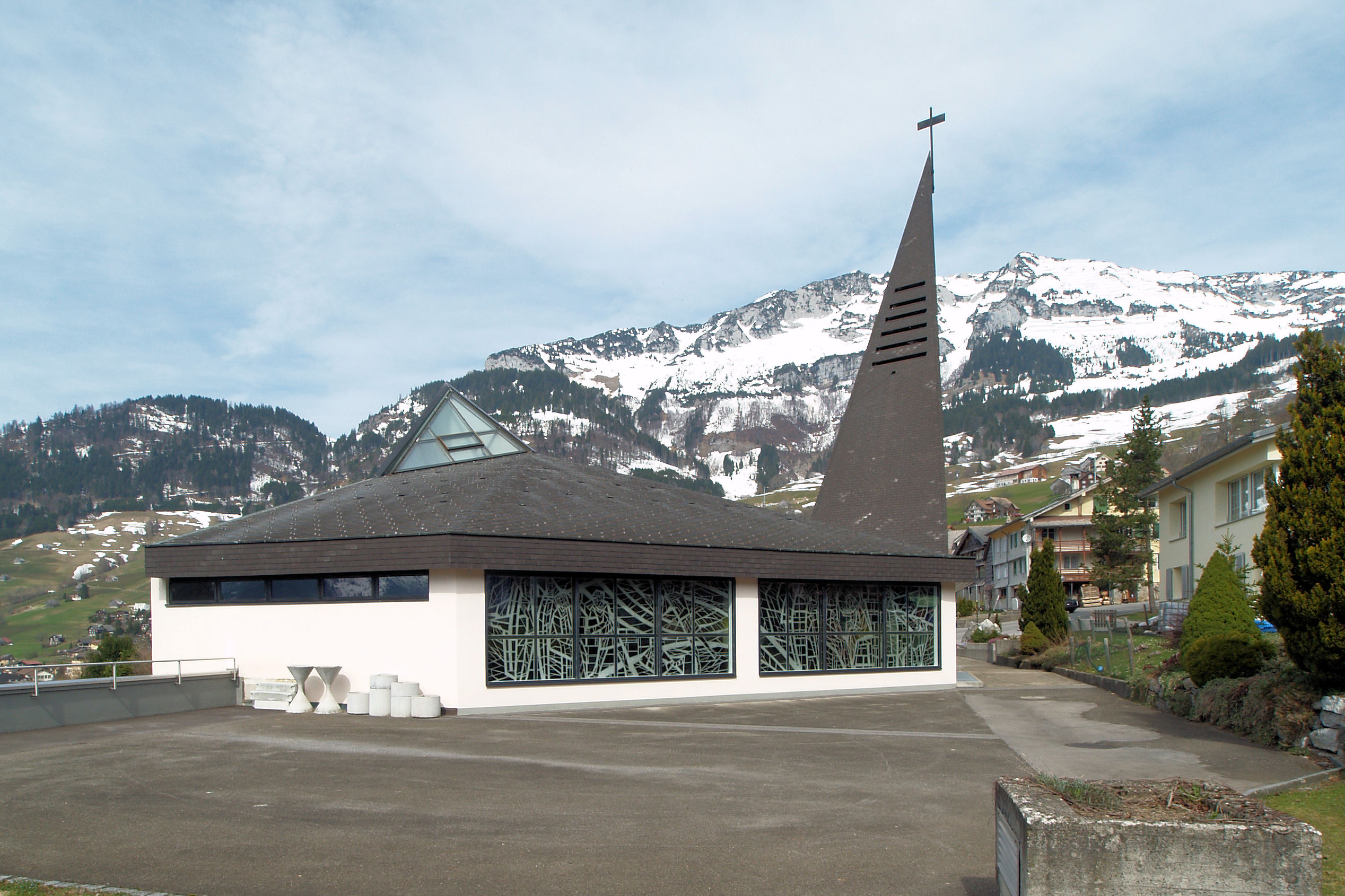
Романо-католицька кірха Святої Анни
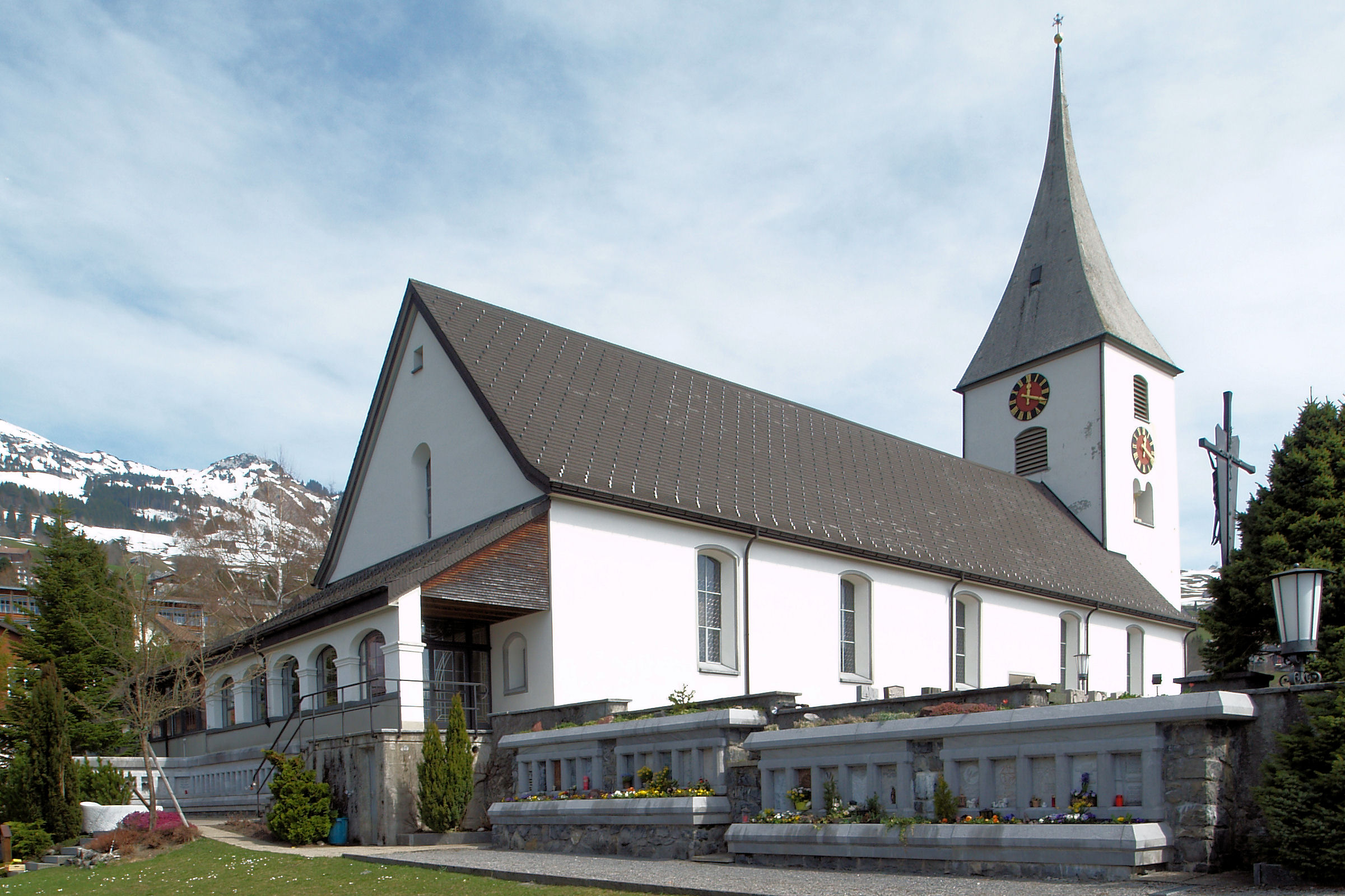
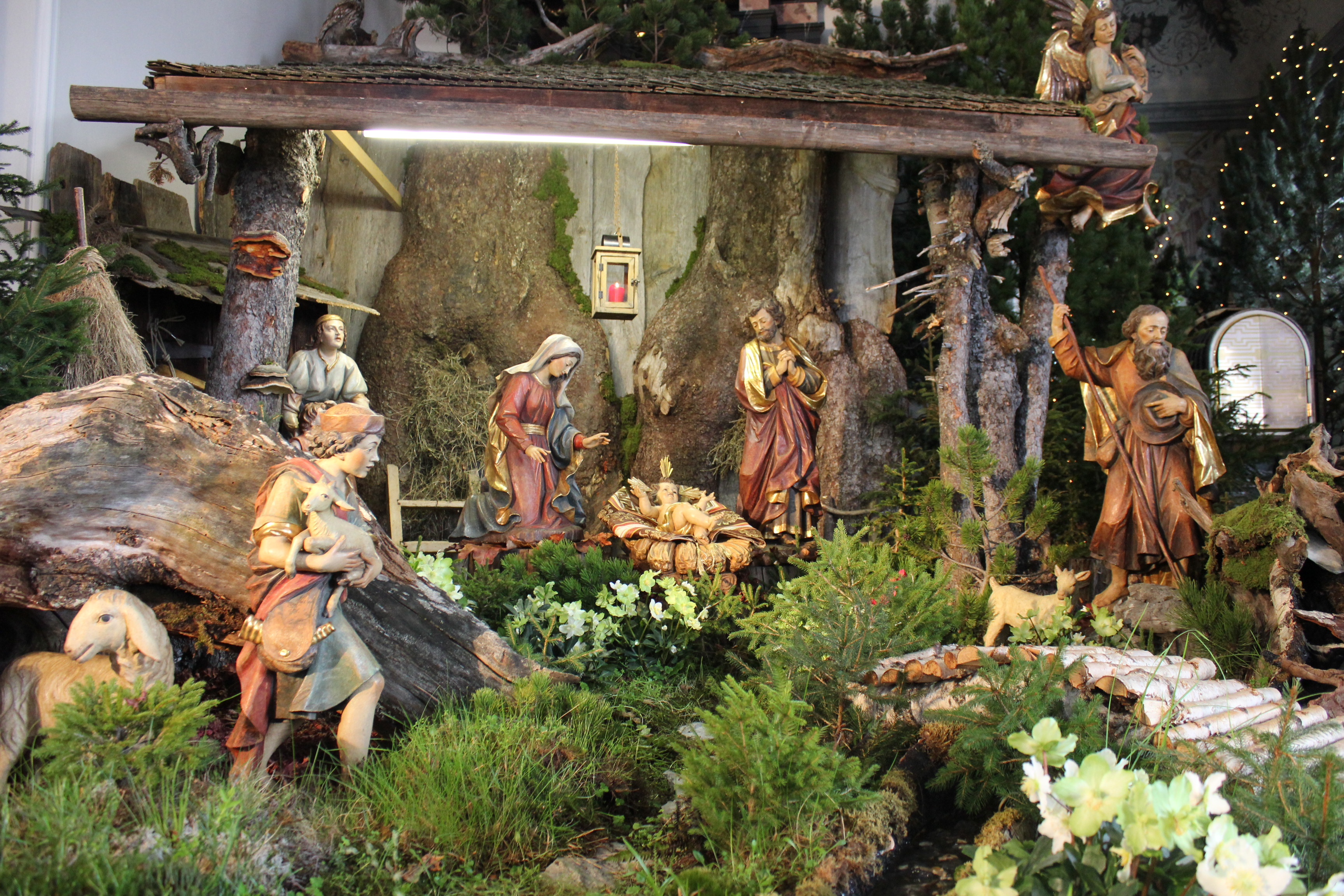
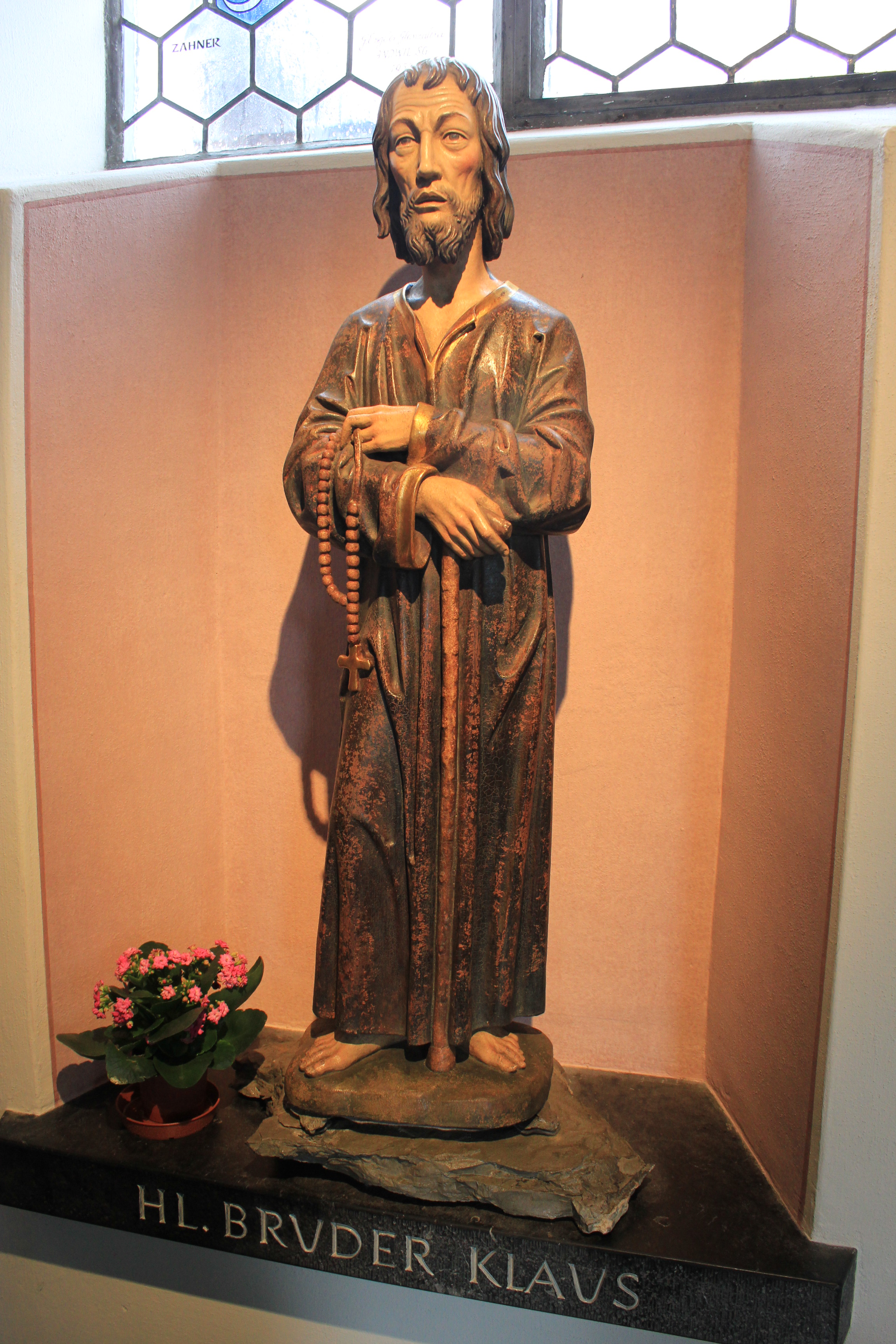
Статуя Брату Клаусу
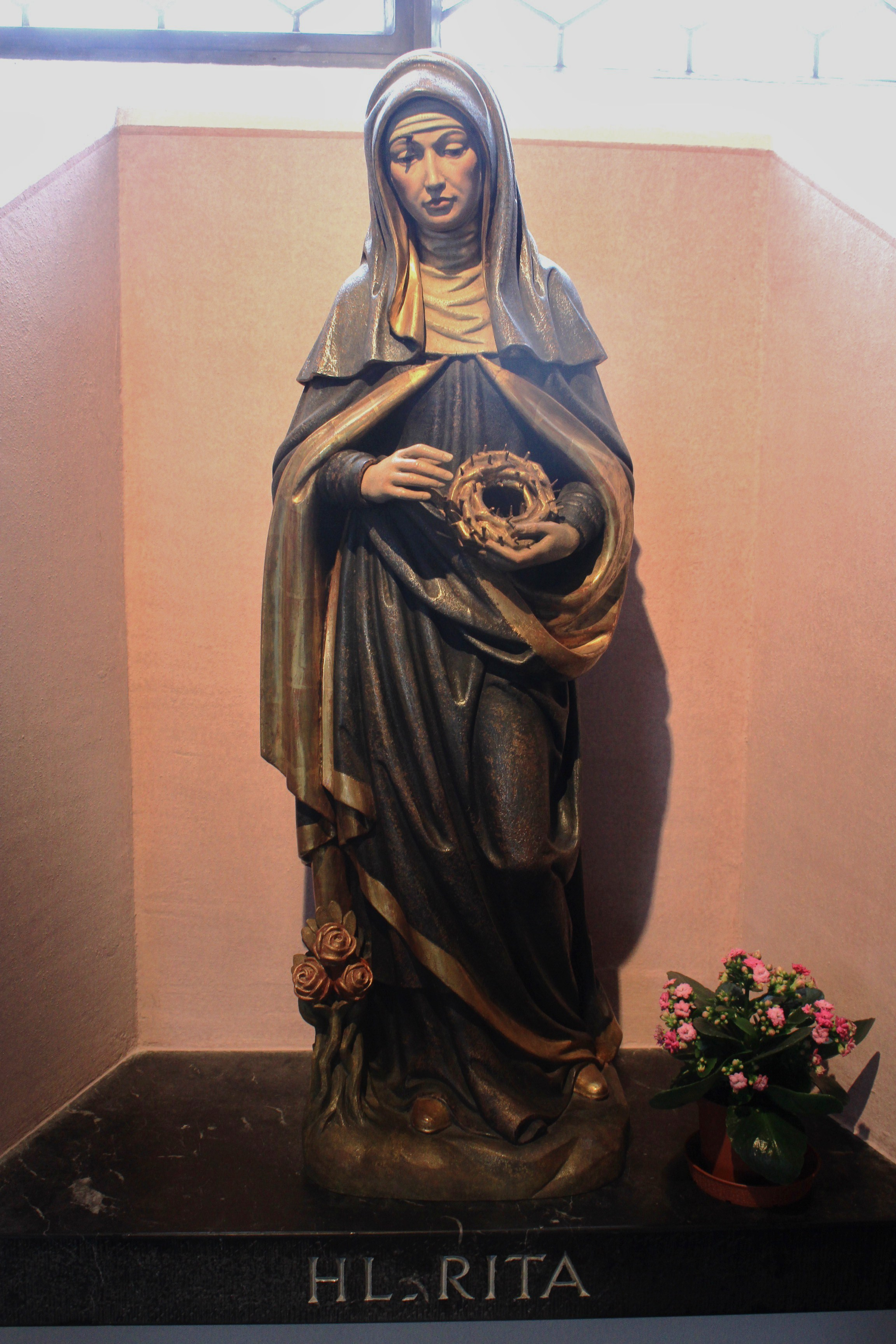
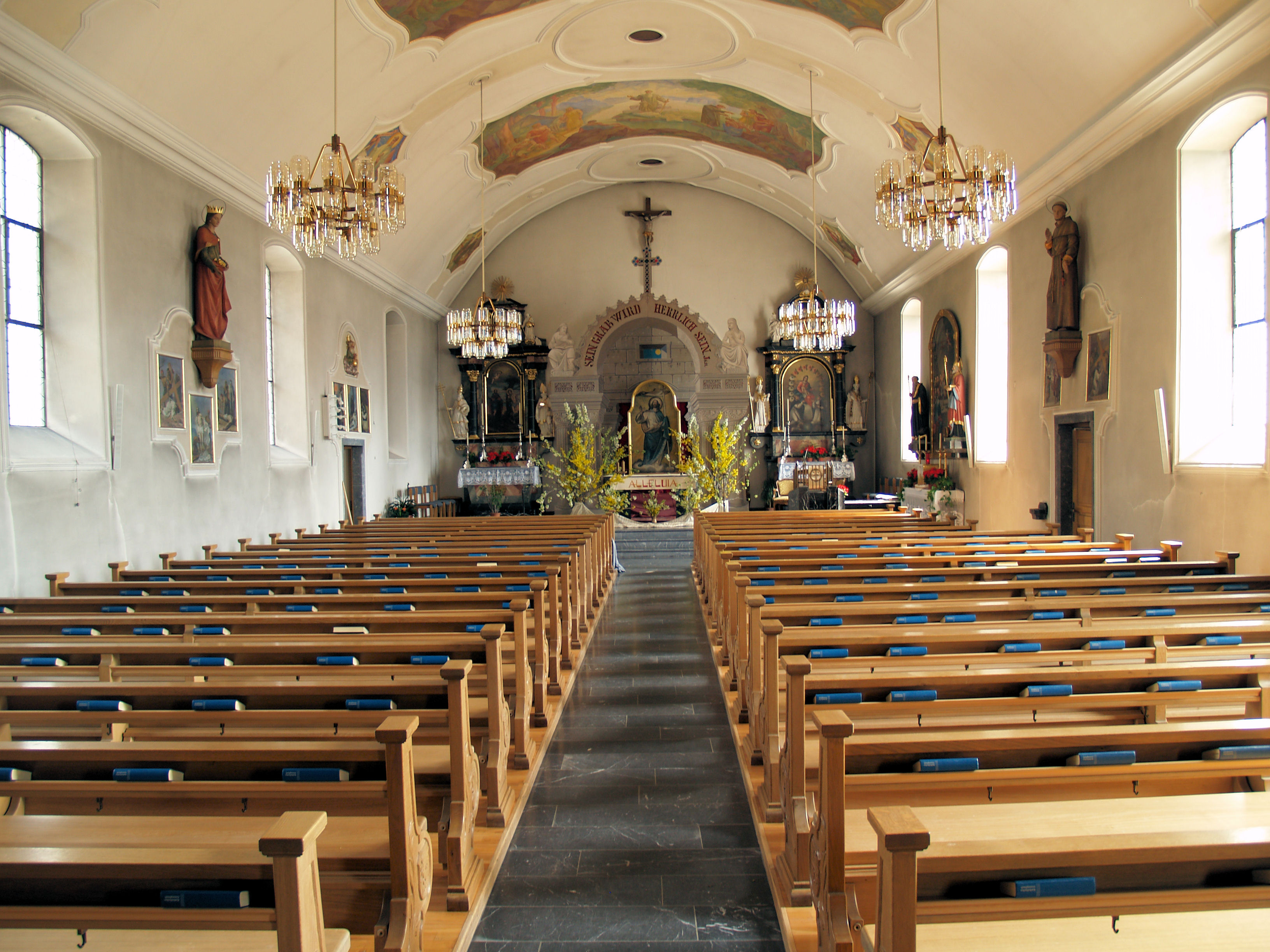
Всередині церкви
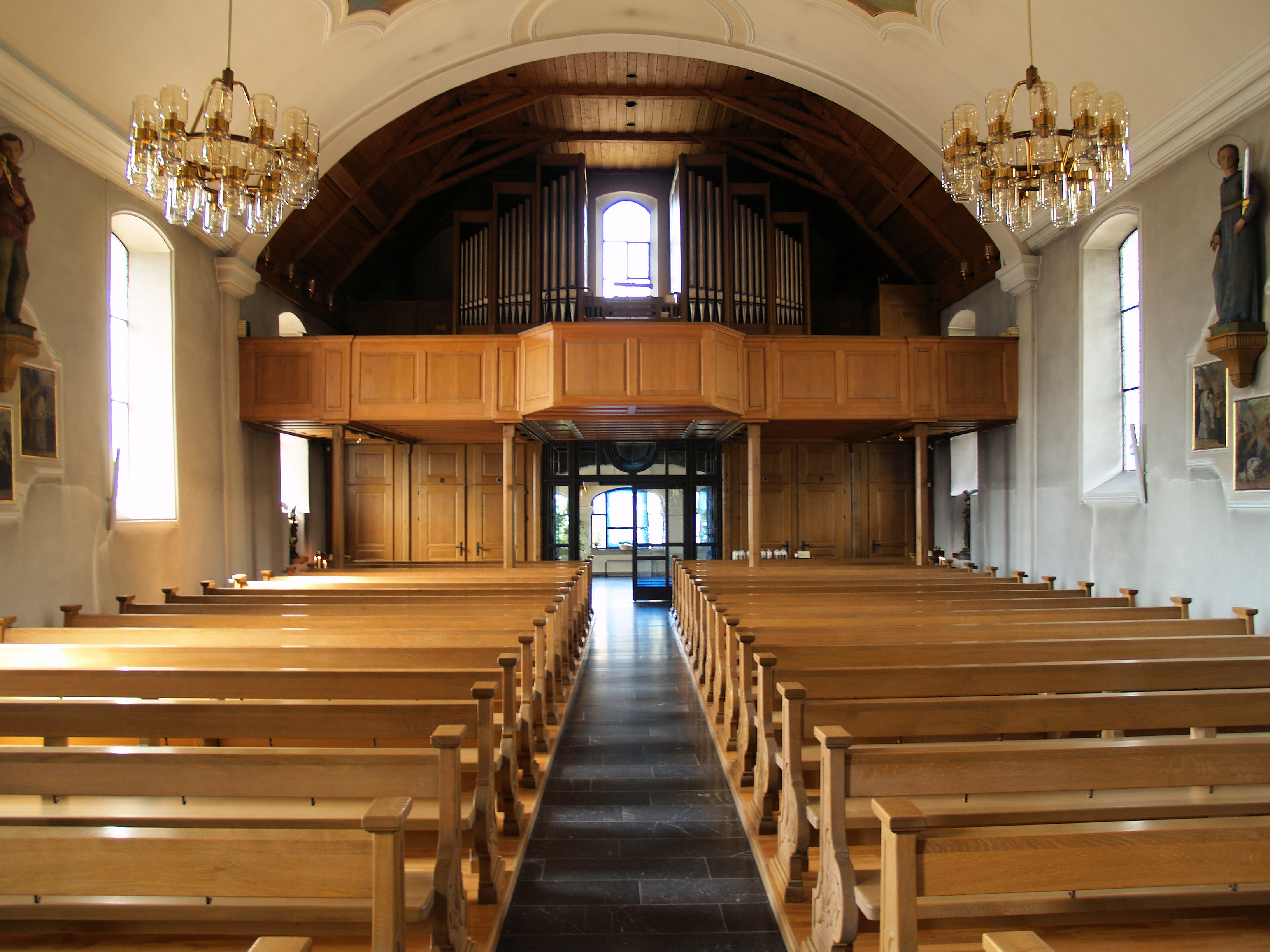
Орган
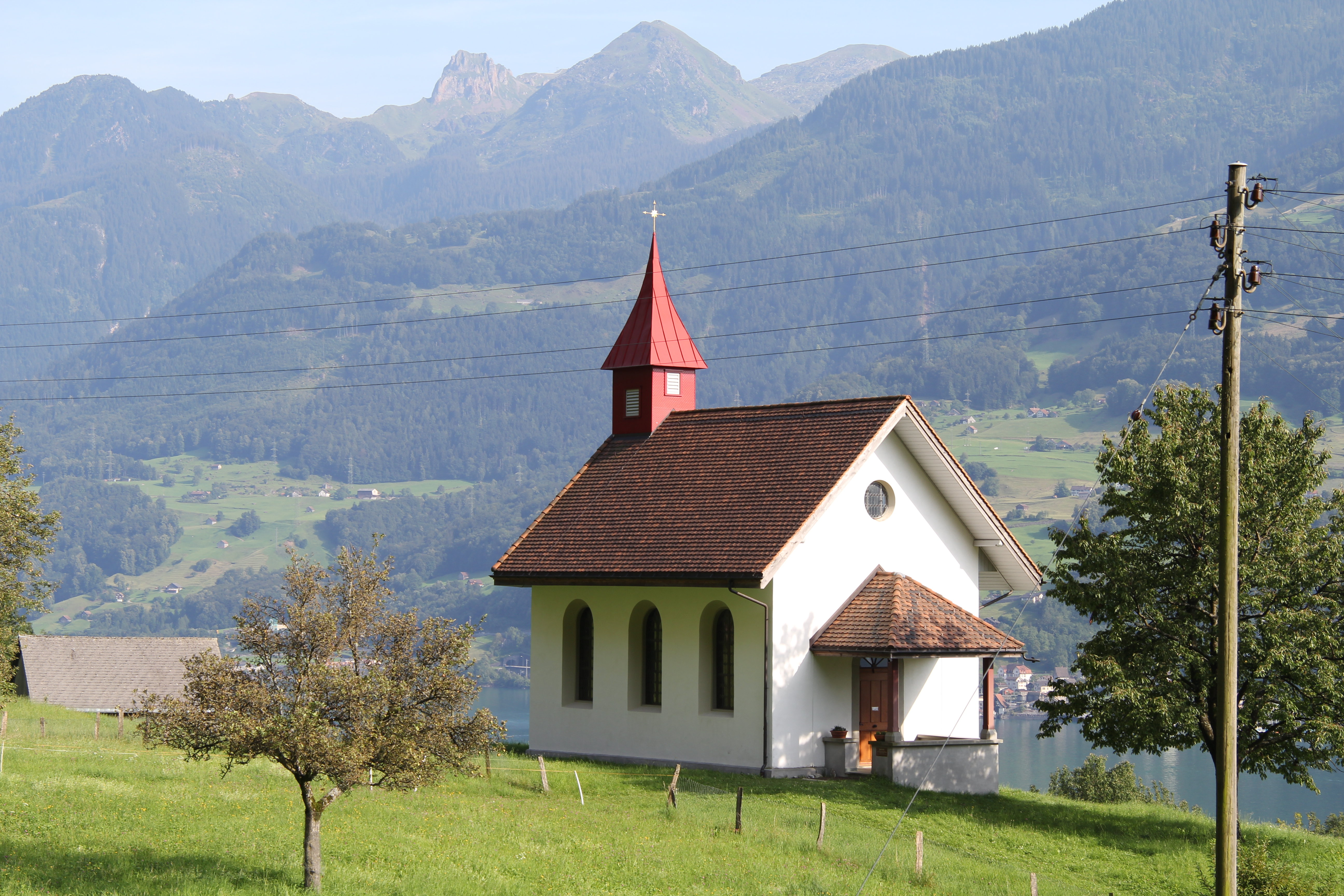
Кірха в Бетліс

## Транспорт
Від Цігельбрюке до Амдена їздить автобус 650, автобус обслуговує транспортна компанія Autobetrieb Weesen-Amden (AWA) в якій працює 14 осіб і курсує 5 автобусів. Автобуси їздять від Цігельбрюке через Вессен до Амдена.

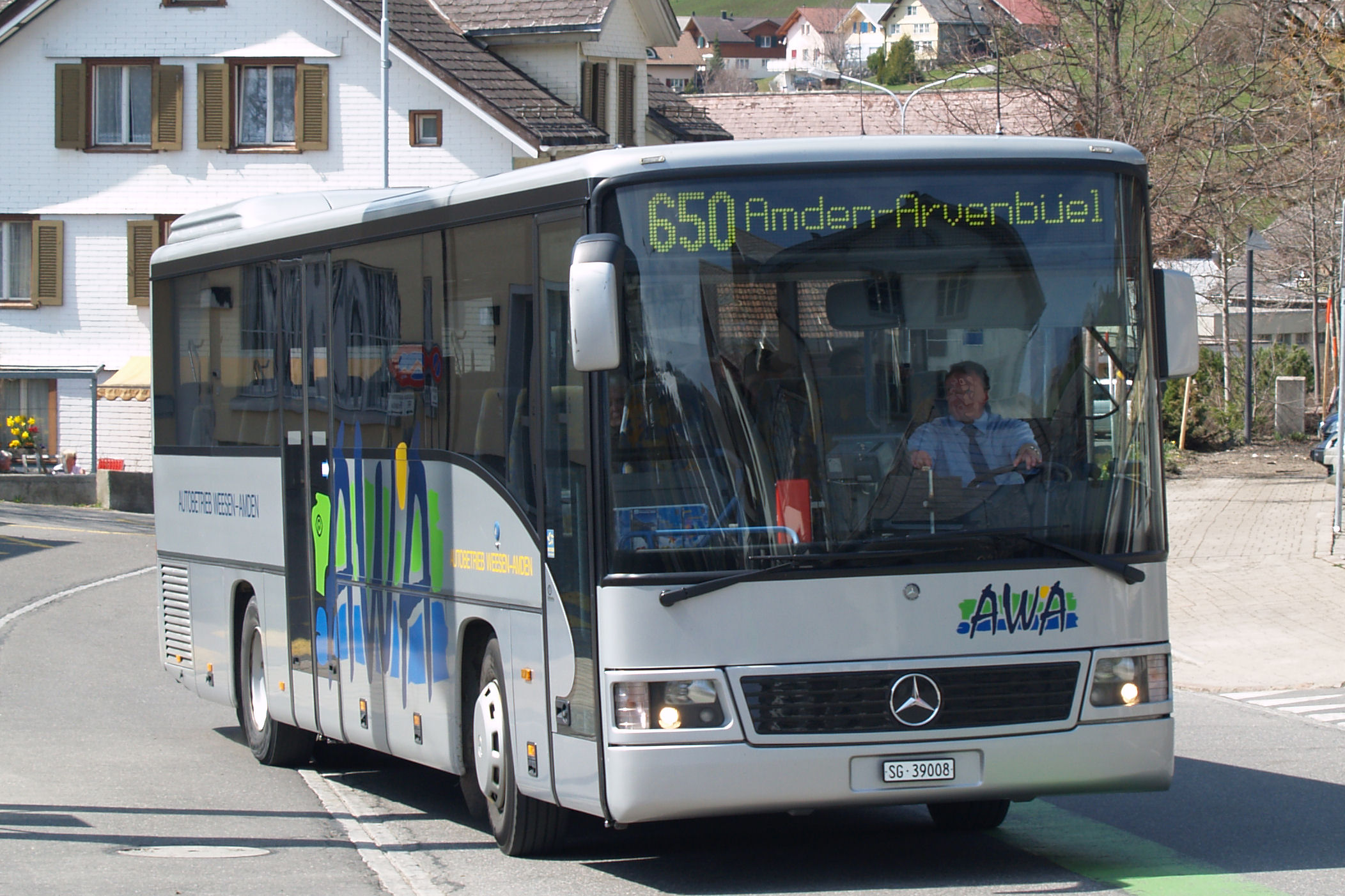
автобус 650

## Галерея

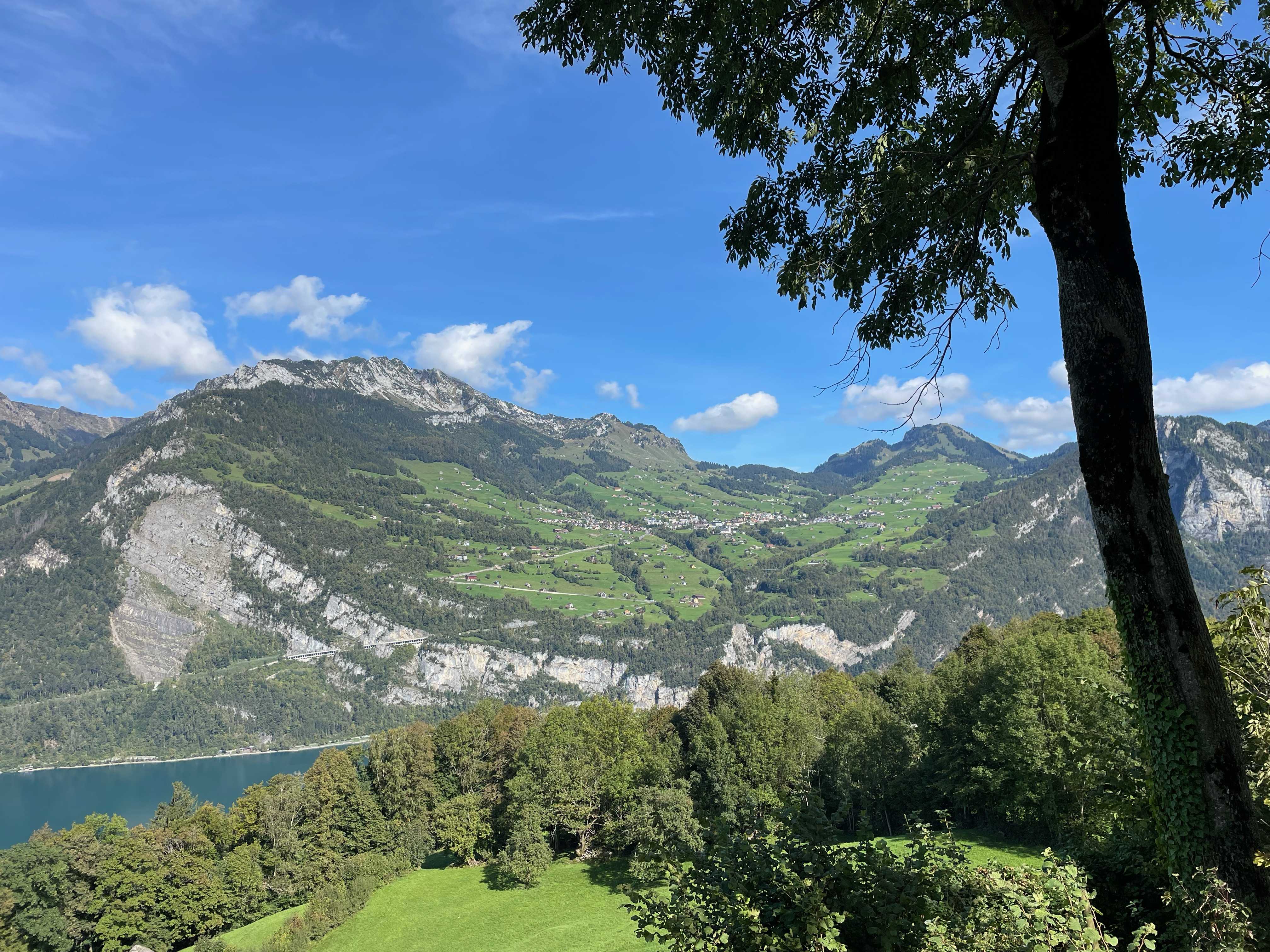
Вид на озеро Валензее із Амдену (вересень 2021)
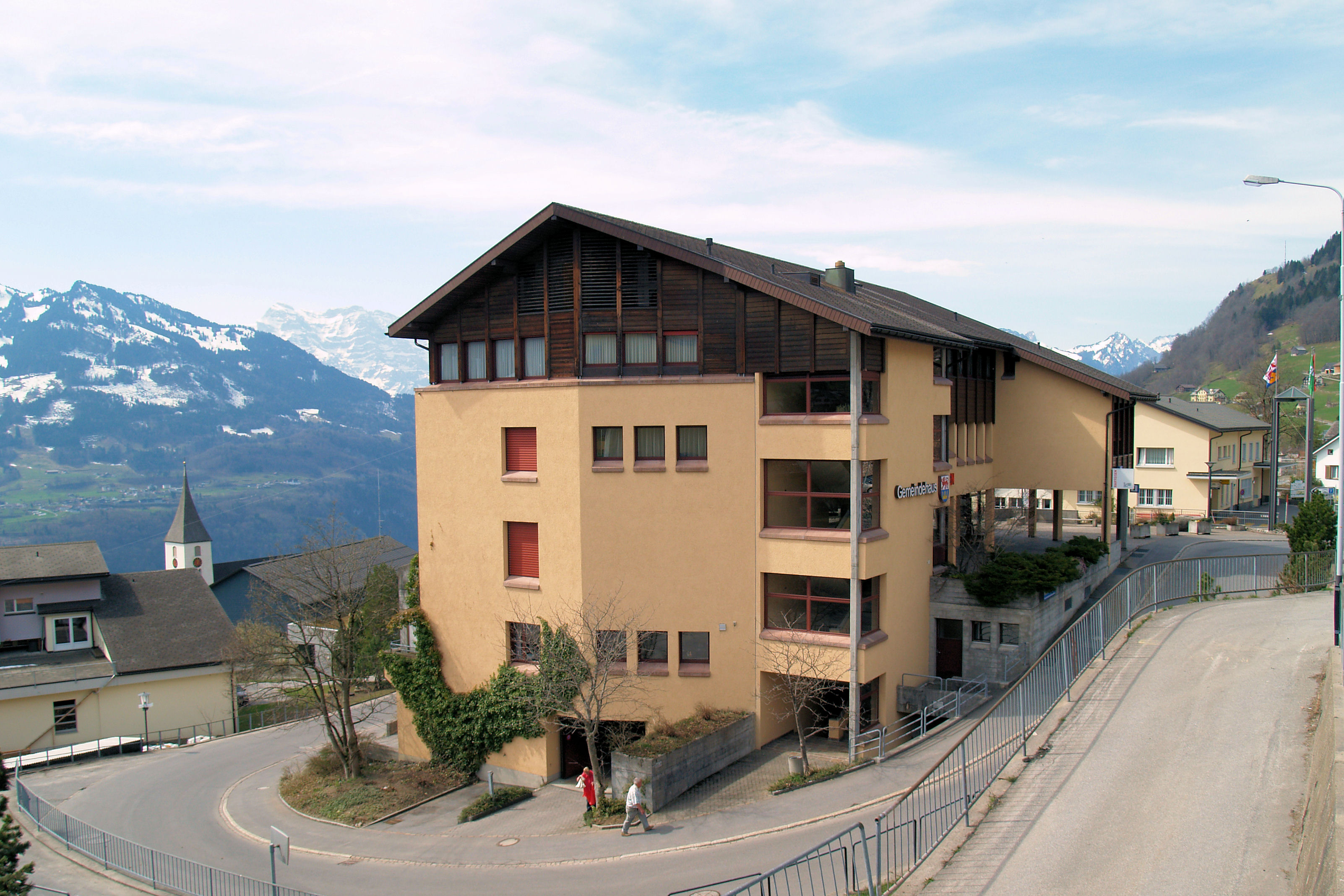
Гемайнде (міськрада)
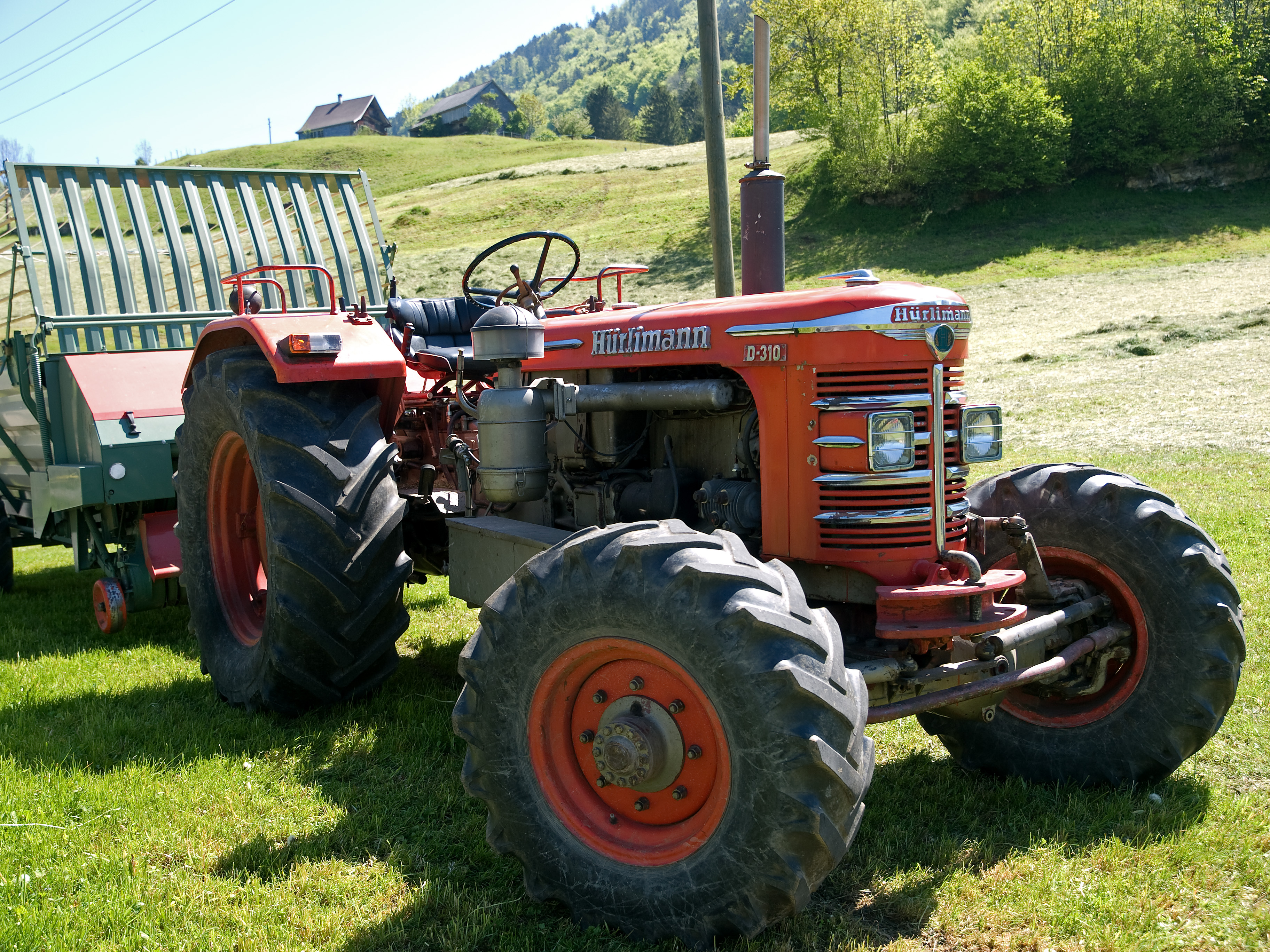
Трактор Hürlimann D-310
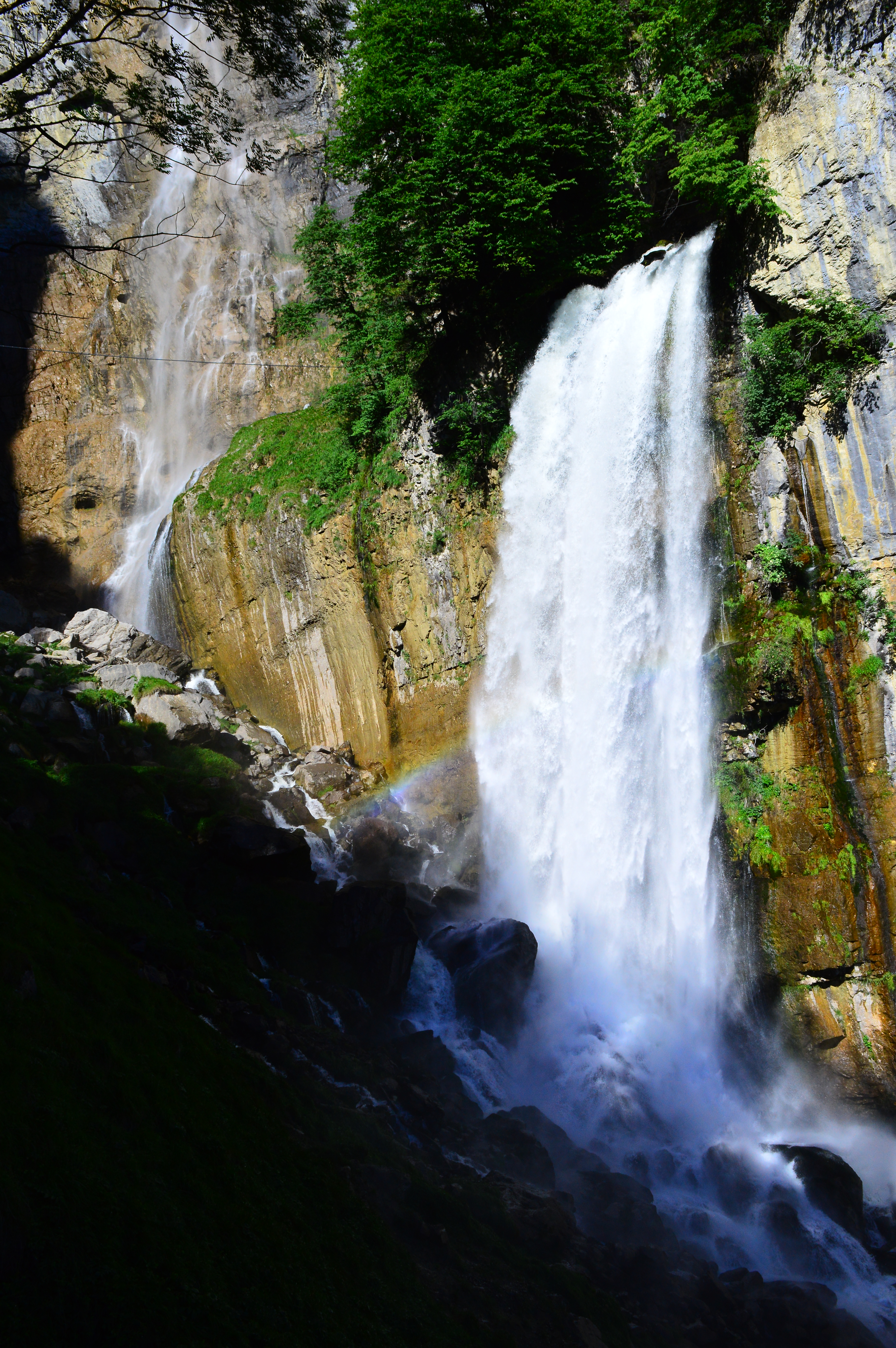
Водоспад
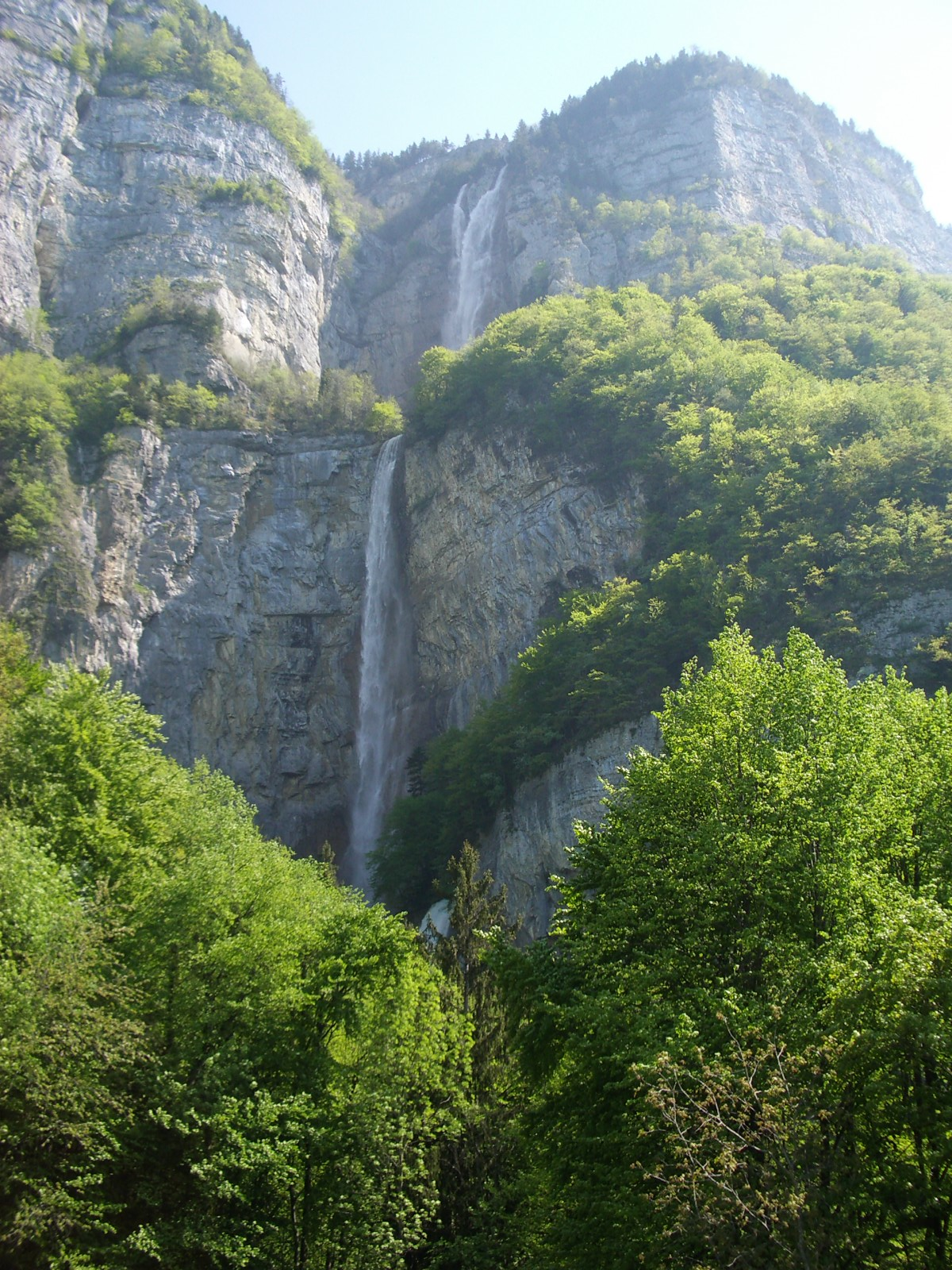
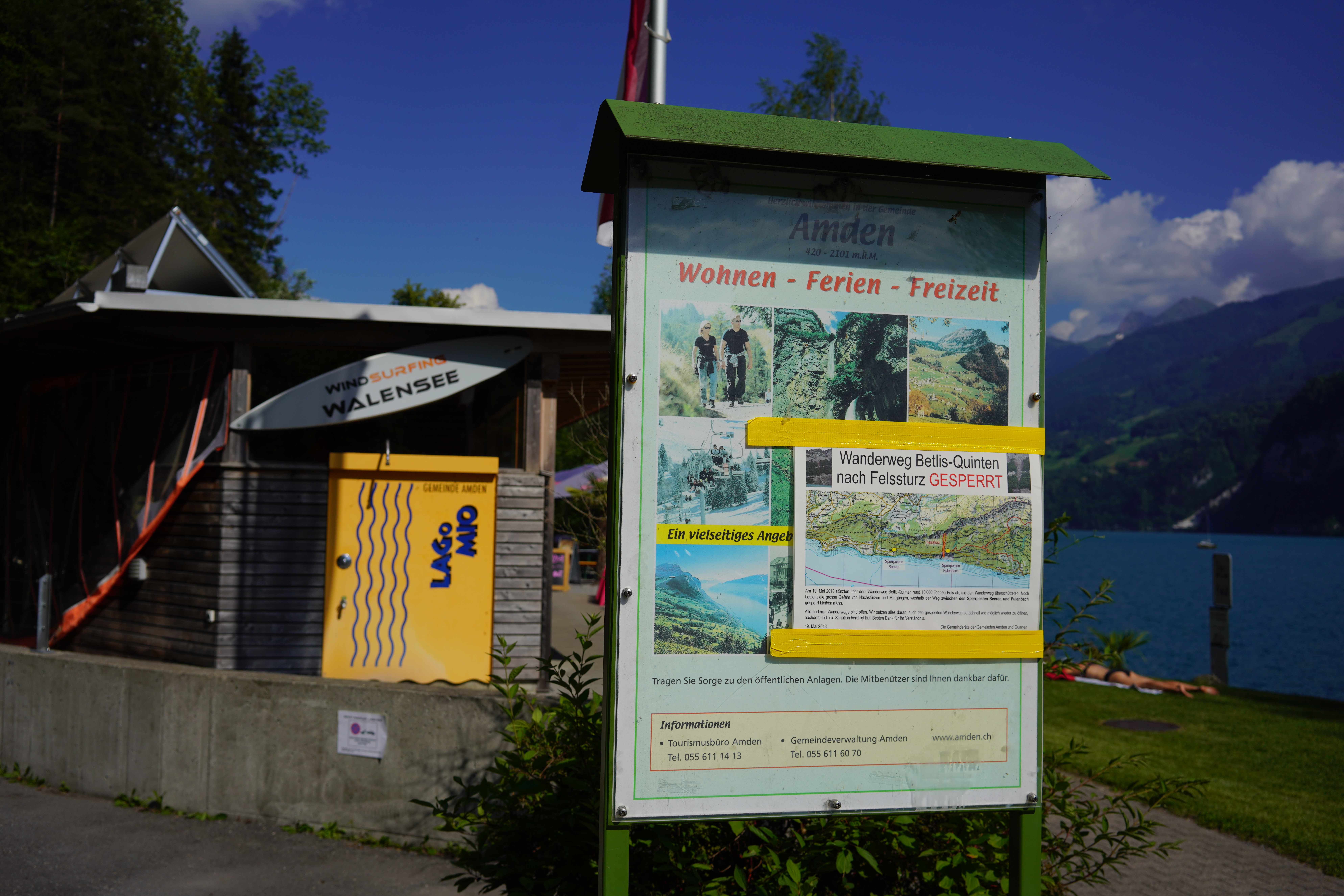
Пляж на Валензее
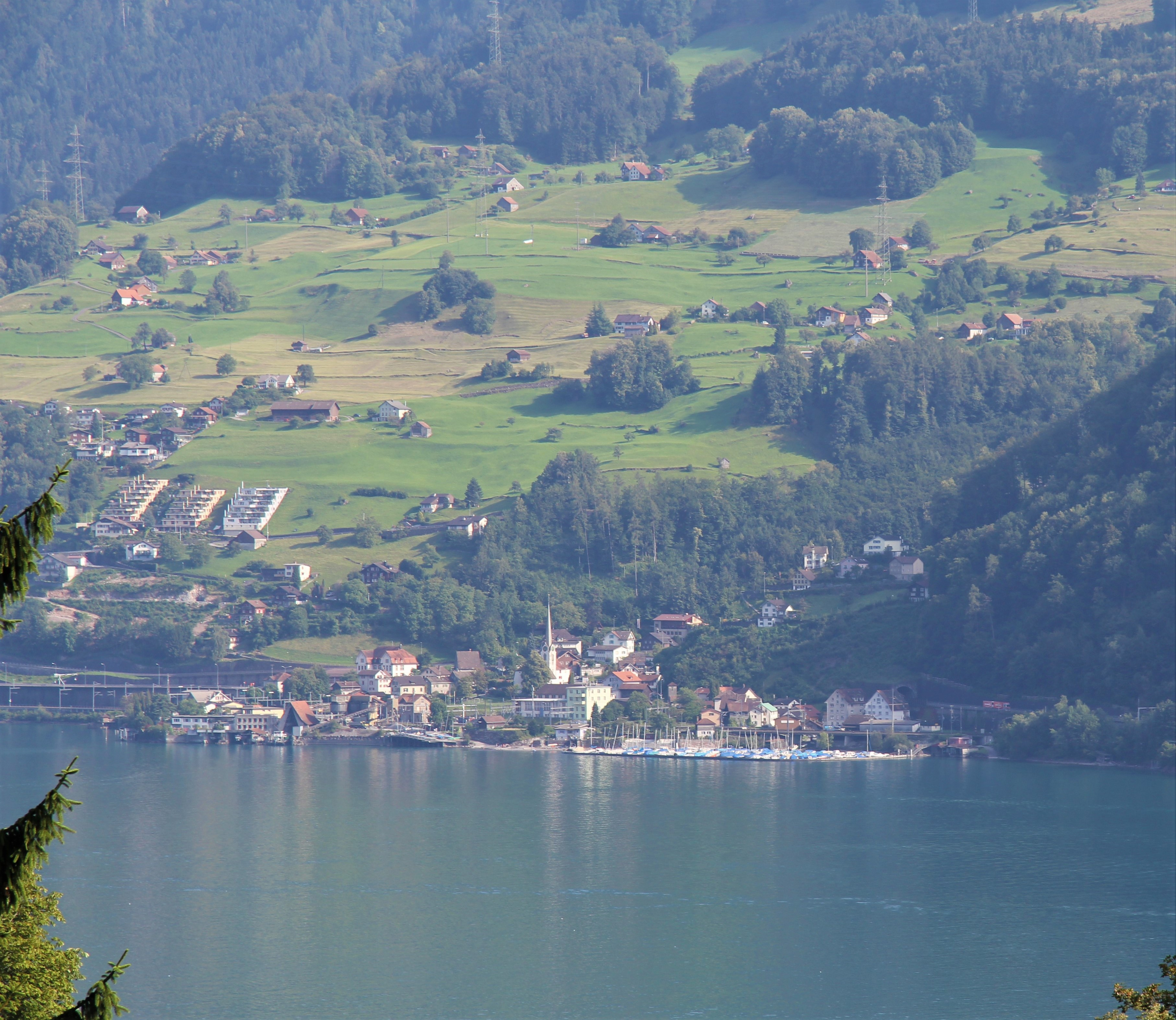
Вид з озера Валензее
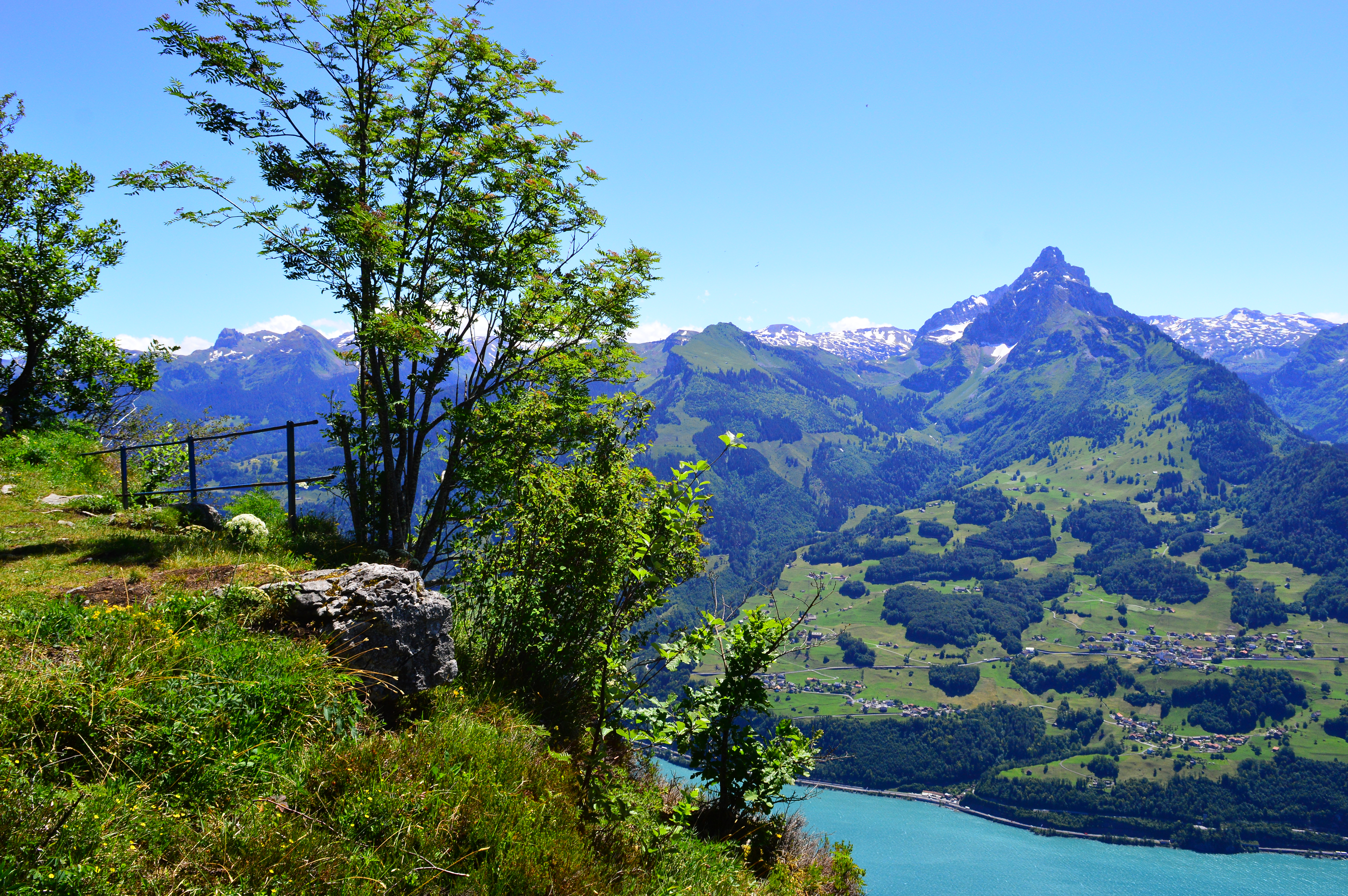
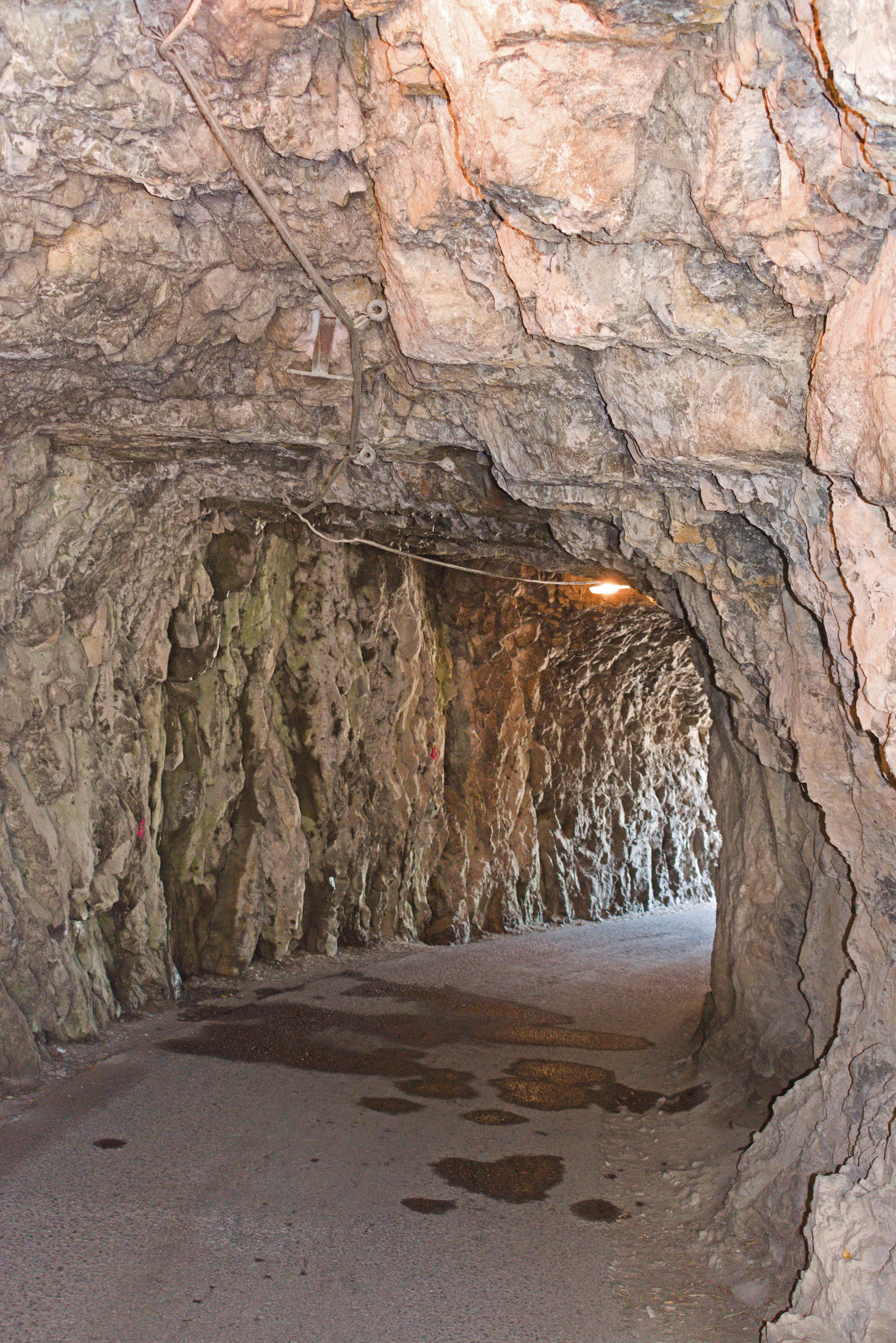
Тунель
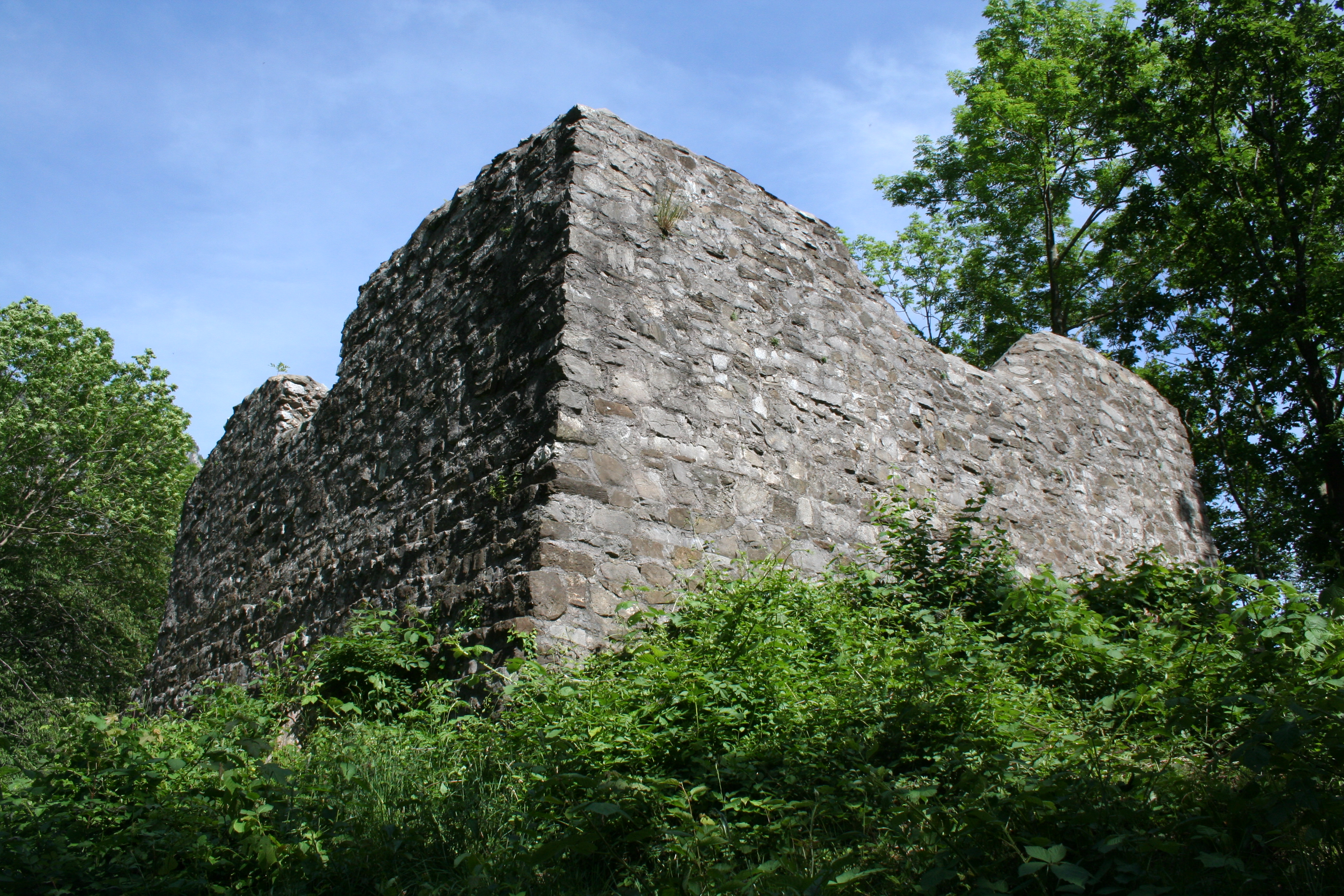
Руїни замку в Бетліс
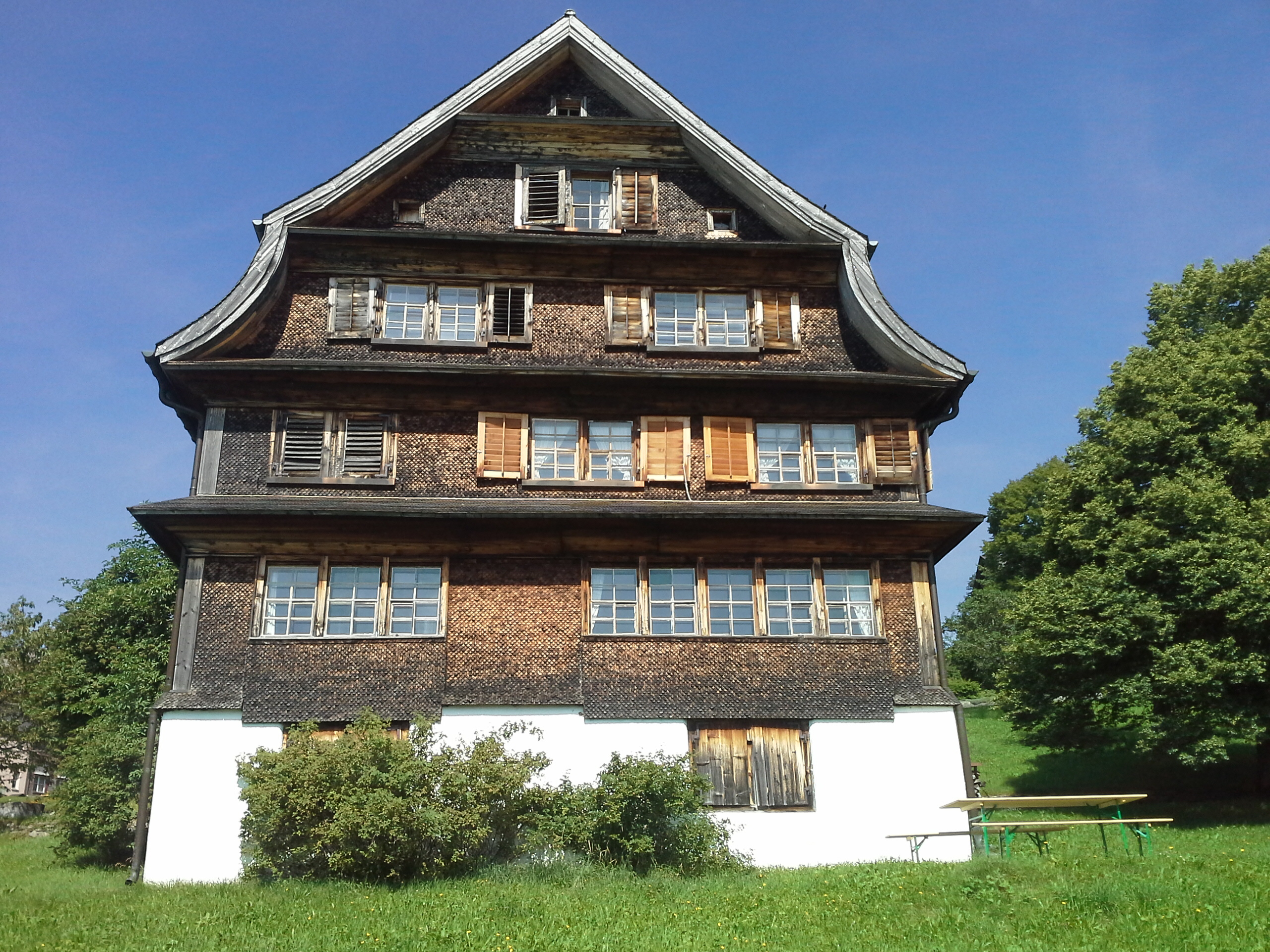
Будинок 1820 року